# Ariana Savalas
Ariana Savalas (Los Ángeles, 9 de enero de 1987) es una cantante, compositora e intérprete de burlesque de Estados Unidos. Es hija del actor de cine y televisión Telly Savalas. Es parte del elenco estable de cantantes del colectivo Postmodern Jukebox, del que además es miembro fundadora, junto con Haley Reinhart, Casey Abrams, Robyn Adele Anderson y Morgan James. Hace giras con dicha banda y ha aparecido en varios videos de sus videos de YouTube; dos de ellos están entre los cinco videos más populares en la historia del grupo.

Ha sido llamada la Dita Von Teese de la música, ya que fusiona sus obras con elementos del vodevil tradicional y el burlesque. La revista Las Vegas Magazine la llamó «la reina del burlesque» y «la señora del Moulin Rouge moderno».